# Campanula topaliana
Campanula topaliana là loài thực vật có hoa trong họ Hoa chuông. Loài này được Beauverd mô tả khoa học đầu tiên năm 1937.